# Silvanita
La silvanita o sylvanita es un mineral de la clase de los minerales sulfuros. Fue descubierta en 1835 en una mina de Baia de Arieș (entonces llamada Aranyosbánya) del distrito de Alba, en la región de Transilvania (Rumania, entonces Hungría), siendo nombrada así por esta región. Sinónimos poco usados son: aurotellurita, goldschmidtita o telurio amarillo.

## Características químicas
Es un telururo de plata y oro.
Además de los elementos de su fórmula, suele llevar como impurezas: antimonio, plomo, cobre y níquel.

## Formación y yacimientos
Se encuentra más comúnmente en vetas hidrotermales de baja temperatura, aunque también en depósitos de media y alta temperatura, donde típicamente es uno de los últimos minerales que se forman.
Suele encontrarse asociado a otros minerales como: oro nativo, calaverita, krennerita, altaíta, hessita, petzita, acantita, pirita, galena, esfalerita, calcopirita, cuarzo, calcedonia o fluorita.

## Usos
Puede ser extraída en las minas como mena minoritaria de plata y oro.